# Manfred Gabriel
Manfred Gabriel (* 22. September 1939 in Halle/Saale) ist ein deutscher Maler und Graphiker.

## Leben und Wirken
Nach dem Besuch der Oberschule absolvierte Gabriel eine Lehre als Gebrauchswerber. Während dieser Zeit hatte er privaten Zeichenunterricht bei Otto Fischer-Lamberg in Halle. In den Jahren 1959 bis 1962 studierte er Malerei an der Fachschule für angewandte Kunst Magdeburg. Ein bereits vorbereiteter Studienbeginn an der Hochschule für industrielle Formgestaltung Halle, Burg Giebichenstein in Halle bei Kurt Bunge scheiterte durch dessen plötzliche Ausreise in die BRD. 1967 erhielt Gabriel das Diplom im Fachbereich Malerei an der Hochschule für industrielle Formgestaltung Halle, Burg Giebichenstein. Er studierte bei Hannes H. Wagner.
Seitdem ist er als freiberuflicher Maler und Graphiker tätig. Bis 1970 arbeitete er zeitgleich bei der Werkgenossenschaft Glasgestaltung Magdeburg. Im Jahr 1972 war er zu einem mehrwöchigen Arbeitsaufenthalt bei Otto Niemeyer-Holstein auf Usedom. Bis zu dessen Tod im Jahr 1984 fand ein reger Austausch zwischen beiden Künstlern statt. Aus diesen Begegnungen und den fast jährlichen Sommeraufenthalten in Prerow/Darß resultieren wichtige Eindrücke und Impulse für die künstlerische Arbeit.
1991 erhielt Gabriel ein Arbeitsstipendium des Kultusministeriums Sachsen-Anhalt.
Gabriels Hauptarbeitsgebiete sind Tafelbilder in der Technik Öl auf Leinwand und Handzeichnungen in unterschiedlichen Techniken.

## Ehrungen
- 1980 Kunstpreis des Bezirkes Magdeburg
- 1994 Kunstpreis des Landes Sachsen-Anhalt
- 2013 Brigitte-Reimann-Kulturpreis der Stadt Burg[1]

## Werke (Auswahl)
- Alte Frau mit Zeitung (Tafelbild, Öl; 1976; ausgestellt 1977/1978 auf der VIII. Kunstausstellung der DDR)[2]
- Am Darßer Weststrand (Zeichnung mit schwarzer Kreide; 1979; im Bestand des Otto-Dix-Hauses Gera)[2]
- Liegender Akt (Tafelbild, Öl; 1981; ausgestellt 1982/1983 auf der IX. Kunstausstellung der DDR)[2]

## Einzelausstellungen (Auswahl)
- 1971 Schloßgalerie Bernburg (mit Jochen Aue und Fritz Müller)
- 1973 Kulturhistorisches Museum Magdeburg[3]
- 1973 Winkelmannmuseum Stendal (mit Jochen Aue)
- 1978 Galerie am Dom Schwerin
- 1979 Comenius-Galerie Dresden
- 1980 Kreuzganggalerie im Prignitzmuseum Havelberg
- 1981 Kloster Unser Lieben Frauen Magdeburg
- 1984 Kulturbundgalerie Merseburg
- 1987 Galerie Erph Erfurt
- 1989 Kunstpavillon Heringsdorf
- 1989 Burggalerie Magdeburg
- 1991 Kanzlei Dr. Werner München
- 1993 Torgalerie Braunschweig
- 1993 Galerie Himmelreich Magdeburg
- 1993 Galerie am Meer Rostock
- 1994 Galerie im ersten Stock Wernigerode
- 1994 Galerie im Martin-Luther-Gymnasium Wittenberg
- 1996 Galerie de Dilcht Haaren (NL)
- 1997 Landesvertretung Sachsen-Anhalt Bonn
- 1998 Galerie im Spritzenhaus Bahlingen a.K.
- 1999 Galerie Marktschlößchen Halle (Saale)
- 1999 Galerie de Dilcht Haaren (NL)
- 1999 Galerie Himmelreich Magdeburg
- 2000 Galerie Möller Rostock-Warnemünde
- 2002 Kunstverein „Talstrasse“ Halle (Saale) (mit Harald Metzkes und Otto Möhwald)
- 2003 Galerie im Morgnerhaus Soest (mit H. Metzkes und Otto Möhwald)
- 2004 Mägdleinschule Pirna
- 2004 Galerie Möller Rostock-Warnemünde
- 2005 Galerie am Dom Brandenburg (mit Carsten Theumer, Marcus Golter und Bernd Göbel)
- 2006 Galerie am Ratswall Bitterfeld
- 2008 Galerie Kunst im Keller Halle (Saale)
- 2008 Galerie Möller Rostock-Warnemünde
- 2009 Kunstverein Talstrasse e. V. Halle (Saale)
- 2009 Galerie im Ersten Stock (Wernigerode)
- 2010 Kunstkaten Ahrenshoop
- 2013 Kirche St. Nikolai Burg
- 2016 Galerie Möller Rostock-Warnemünde („Schatzsuche“; mit der Schmuckgestalterin Lilli Veers)
- 2021 Galerie Himmelreich Magdeburg

## Ausstellungsbeteiligungen (unvollständig)
- in der DDR: VIII., IX., X. Kunstausstellung in Dresden und andere zentrale Ausstellungen
- im Ausland: Bulgarien, ČSSR, Italien, Polen, Ungarn, UdSSR, Niederlande, Belgien
- 2023: Magdeburg, Forum Gestaltung (Werke von Künstlern und Gestaltern der ehemaligen Fachschule für angewandte Kunst Magdeburg)

## Arbeiten in öffentlichen Sammlungen (Auswahl)
- Bernburg – Schloßmuseum
- Cottbus – Brandenburgische Kulturstiftung
- Frankfurt (Oder) – Museum Junge Kunst
- Gera – Kunstgalerie Gera
- Halle (Saale) – Staatliche Galerie Moritzburg
- Magdeburg – Kloster Unser Lieben Frauen
- Leipzig – Kunstmuseum Leipzig